# Copa Africana dos Campeões de 1964

A Copa Africana dos Campeões de 1964 foi a primeira edição da maior competição anual africana de futebol organizada pela Confederação Africana de Futebol, torneio que hoje tem o nome de Liga dos Campeões da CAF. O torneio foi disputado em 4 grupos, o vencedor de cada grupo se classificava para as semifinais do torneio. O Oryx Douala do Camarões venceu a final contra o Stade Malien, e se tornou o primeiro campeão do torneio.

## Equipes classificadas
| Associação      | Equipe             |
| --------------- | ------------------ |
| Benim           | AS Porto-Novo      |
| Camarões        | Oryx               |
| Costa do Marfim | Mimosas            |
| Egito           | Tersana            |
| Etiópia         | Cotton Factory     |
| Gana            | Real Republicans   |
| Guiné           | Gangan FC          |
| Libéria         | Invincible Eleven  |
| Mali            | Stade Malien       |
| Nigéria         | Port Harcourt FC   |
| RD Congo        | Motema Pembe       |
| Senegal         | Espoir Saint-Louis |
| Sudão           | Al Hilal           |
| Togo            | Étoile Filante     |

## Zona Nordeste

#### Primeira-Rodada
| Equipe 1       | Total | Equipe 2 | 1.º jogo | 2.º jogo |
| -------------- | ----- | -------- | -------- | -------- |
| Cotton Factory | w/o   | Al-Hilal | —        | —        |

#### Segunda-Rodada
| Equipe 1       | Total | Equipe 2 | 1.º jogo | 2.º jogo |
| -------------- | ----- | -------- | -------- | -------- |
| Cotton Factory | w/o   | Tersana  | —        | —        |

## Zona Oeste

### Primeiro rodada
| Equipe 1      | Total | Equipe 2              | 1.º jogo | 2.º jogo |
| ------------- | ----- | --------------------- | -------- | -------- |
| Stade Malien  | 5–1   | Espoir de Saint-Louis | 4–0      | 1–1      |
| Gangan FC     | 6–4   | Invincible Eleven     | 4–1      | 2–3      |
| Mimosas       | w/o   | Étoile Filante        | —        | —        |
| AS Porto-Novo | w/o   | Port Harcourt FC      | —        | —        |

#### Segunda-Rodada
| Equipe 1      | Total     | Equipe 2 | 1.º jogo     | 2.º jogo |     |
| ------------- | --------- | -------- | ------------ | -------- | --- |
| 2–3           | Gangan FC | 6–7•     | Stade Malien | 4–2      | 0–2 |
| AS Porto-Novo | 3–5       | Mimosas  | 2–1          | 1–4      |     |

- jogo extra Stade Malien venceu por 3-2.

#### Terceira-Rodada
| Equipe 1     | Total | Equipe 2     | 1.º jogo | 2.º jogo |
| ------------ | ----- | ------------ | -------- | -------- |
| Stade Malien | 9–7   | ASEC Mimosas | 3–3      | 6–4      |

## Zona Centro-Sudoeste
| Equipe 1 | Total | Equipe 2     | 1.º jogo | 2.º jogo |
| -------- | ----- | ------------ | -------- | -------- |
| Oryx     | 5–4   | Motema Pembe | 3–2      | 2–2      |

## Semi-Finais
| 31 de janeiro de 1965 | Real Republicans | 1 – 2 | Oryx               |                 |
|                       | Tawiah 2         |       | Ebellé 63 Epétè 75 | Público: 50,000 |

| 4 de fevereiro de 1965 | Cotton Factory | 1 – 3 | Stade Malien                |                 |
|                        | Diallo 68      |       | Salif Kéïta 5' 64 Sinaté 50 | Público: 25,000 |

### Bronze
| Equipe 1         | Total | Equipe 2       | 1.º jogo | 2.º jogo |
| ---------------- | ----- | -------------- | -------- | -------- |
| Real Republicans | 3–1   | Cotton Factory |          |          |

- 5 Fevereiro de 1965
- Real Republicans 3
- Pare 57'
- Gbadamosi  65'
- Odametey 79' (pen.)
- Cotton Factory
- Abdelle  50'
- Accra Sports Stadium, Accra, 50,000 pessoas.

## Final
| 7 de fevereiro de 1965 | Oryx                | 2 – 1 | Stade Malien |                 |
|                        | Koum 41' Ebellé 65' |       | Sinaté 85'   | Público: 30,000 |

Accra Sports Stadium
Accra,  Gana

## Campeão
| Copa Africana dos Campeões 1964-65 Campeão |
| ------------------------------------------ |
| Camarões                                   |
| Oryx Primeiro título                       |